# فن تشخيصي

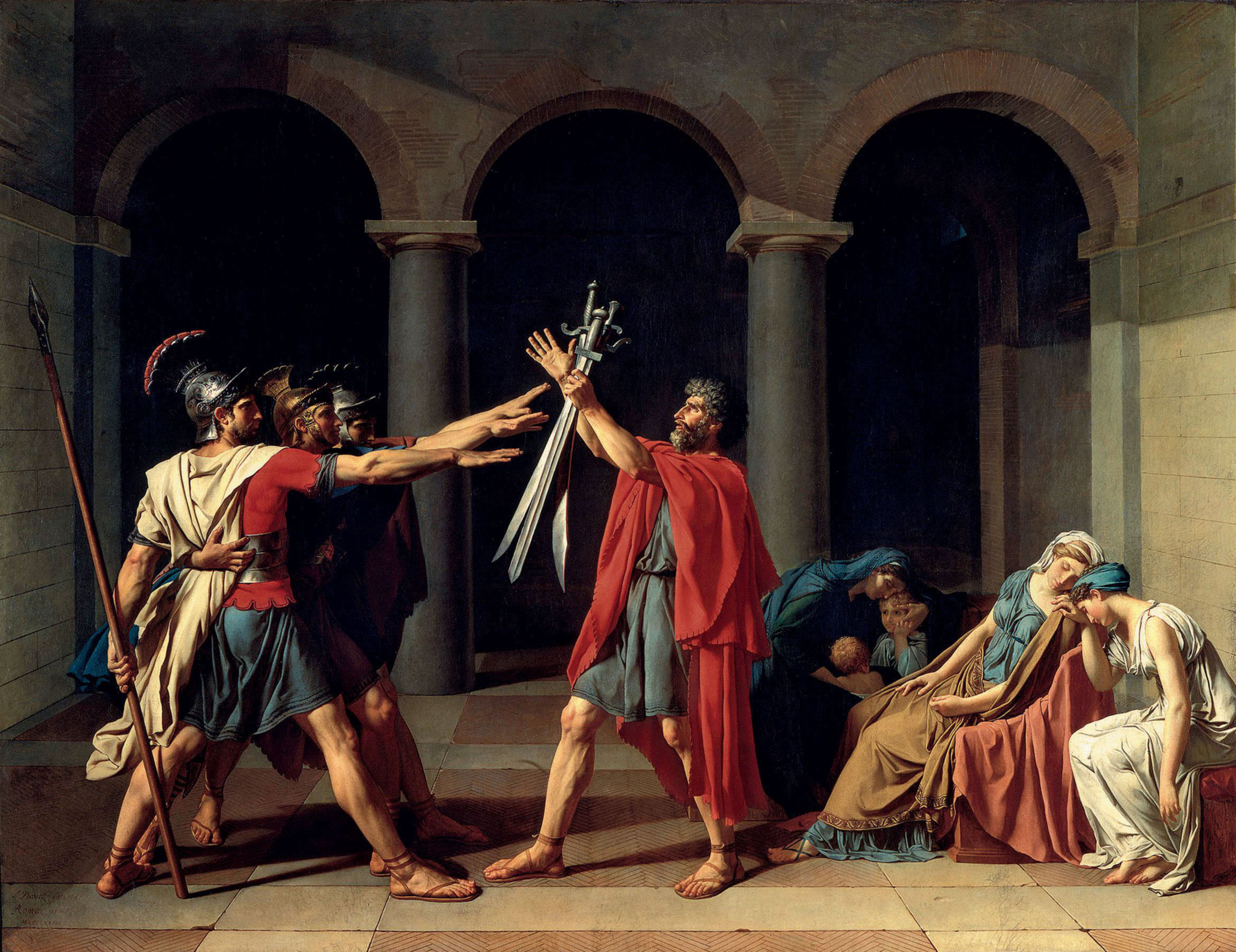

الفن التشخيصي فن يعتمد في الأداء على تمثيل الأشخاص و الأشياء في صورة متعارفة وغالبًا ما يتناقض المصطلح مع الفن التجريدي:
منذ وصول الفن التجريدي، تم استخدام مصطلح التصويرية للإشارة إلى أي شكل من أشكال الفن الحديث الذي يحتفظ بمراجع قوية للعالم الحقيقي.
يمكن بالتالي تقسيم الرسم والنحت إلى فئات التصويرية والتمثيلية والتجريدية، على الرغم من أن الفن التجريدي، بالمعنى الدقيق للكلمة، مشتق (أو مجرد) من مصدر رمزي أو طبيعي آخر. ومع ذلك، يتم استخدام «التجريدي» أحيانًا كمرادف للفن غير التمثيلي والفن غير الموضوعي، أي الفن الذي لا يشتق من الأشكال أو الأشياء.
الفن التصويري ليس مرادفًا للرسم على الشكل (الفن الذي يمثل الشكل البشري)، على الرغم من أن الشخصيات البشرية والحيوانية هي مواضيع متكررة.

## العناصر الأساسية
تشمل العناصر الأساسية، تلك التأثيرات الجمالية التي تم إنشاؤها بواسطة التصميم، والتي يعتمد عليها الفن التصويري، الخط والشكل واللون والضوء والظلام والكتلة والحجم والملمس والمنظور، على الرغم من أن عناصر التصميم هذه يمكن أن تلعب أيضًا دورًا دور في إنشاء أنواع أخرى من الصور - على سبيل المثال الأعمال الفنية المجردة أو غير التمثيلية أو غير الموضوعية ثنائية الأبعاد. يتمثل الاختلاف في أنه في الفن التشكيلي يتم نشر هذه العناصر لخلق انطباع أو وهم بالشكل والفضاء، وعادة ما يتم التركيز عليها في السرد المصور.

## التطور

جان أوغست دومينيك إنجرس، الحمام التركي، 1862، زيت على قماش، 108 × 110 سم، متحف اللوفر، باريس

يعتمد الفن التصويري نفسه على فهم ضمني للأشكال المجردة: لم يكن فن النحت في العصور اليونانية القديمة طبيعيًا، لأن أشكاله كانت مثالية وهندسية. أشار إرنست جومبريتش إلى قيود هذه الصور التخطيطية، والالتزام بما هو معروف بالفعل، بدلاً من ما يُنظر إليه على أنه «الطريقة المصرية»، في إشارة إلى وضوح الصور القائم على الذاكرة في الفن المصري. في نهاية المطاف، أفسح التمثال المجال للمراقبة، وشوهد الفن التشكيلي الذي يوازن بين الهندسة المثالية والواقعية الأكبر في النحت الكلاسيكي بحلول عام 480 قبل الميلاد  أشار الإغريق إلى الاعتماد على الملاحظة المرئية على أنه محاكاة. حتى زمن الانطباعيين، كان الفن التشكيلي يتسم بمحاولات التوفيق بين هذه المبادئ المتعارضة. منذ أوائل عصر النهضة، وسّع الفن التصويري والباروك خلال القرن الثامن عشر والتاسع عشر والقرن العشرين معالمه بشكل مطرد. من المعالم المهمة في تطور الفن التصويري هو أول عاري مستلق معروف في الرسم الغربي في النوم فينوس (جورجونيه) (1510) بواسطة جورجوني. لقد قدمت المرأة عارية كموضوع وبدأت سلسلة طويلة من اللوحات الشهيرة.

## معرض صور

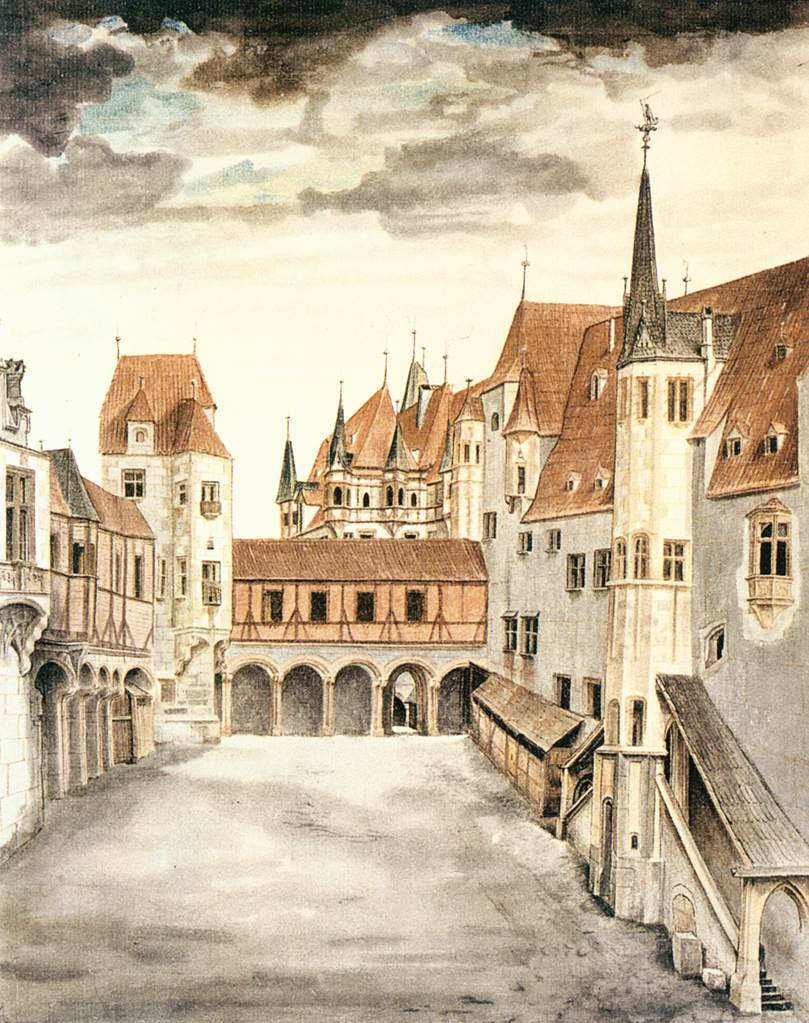
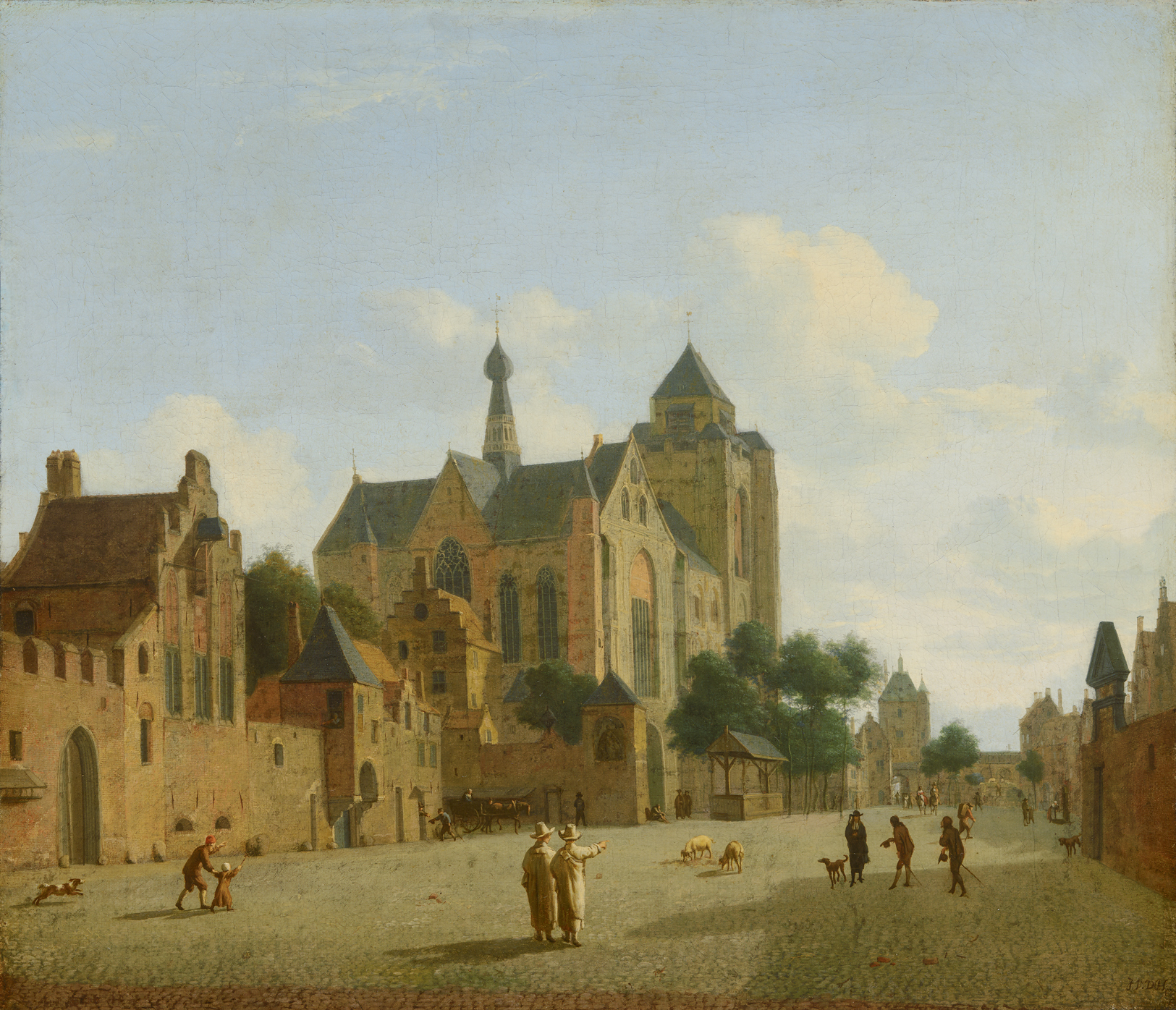
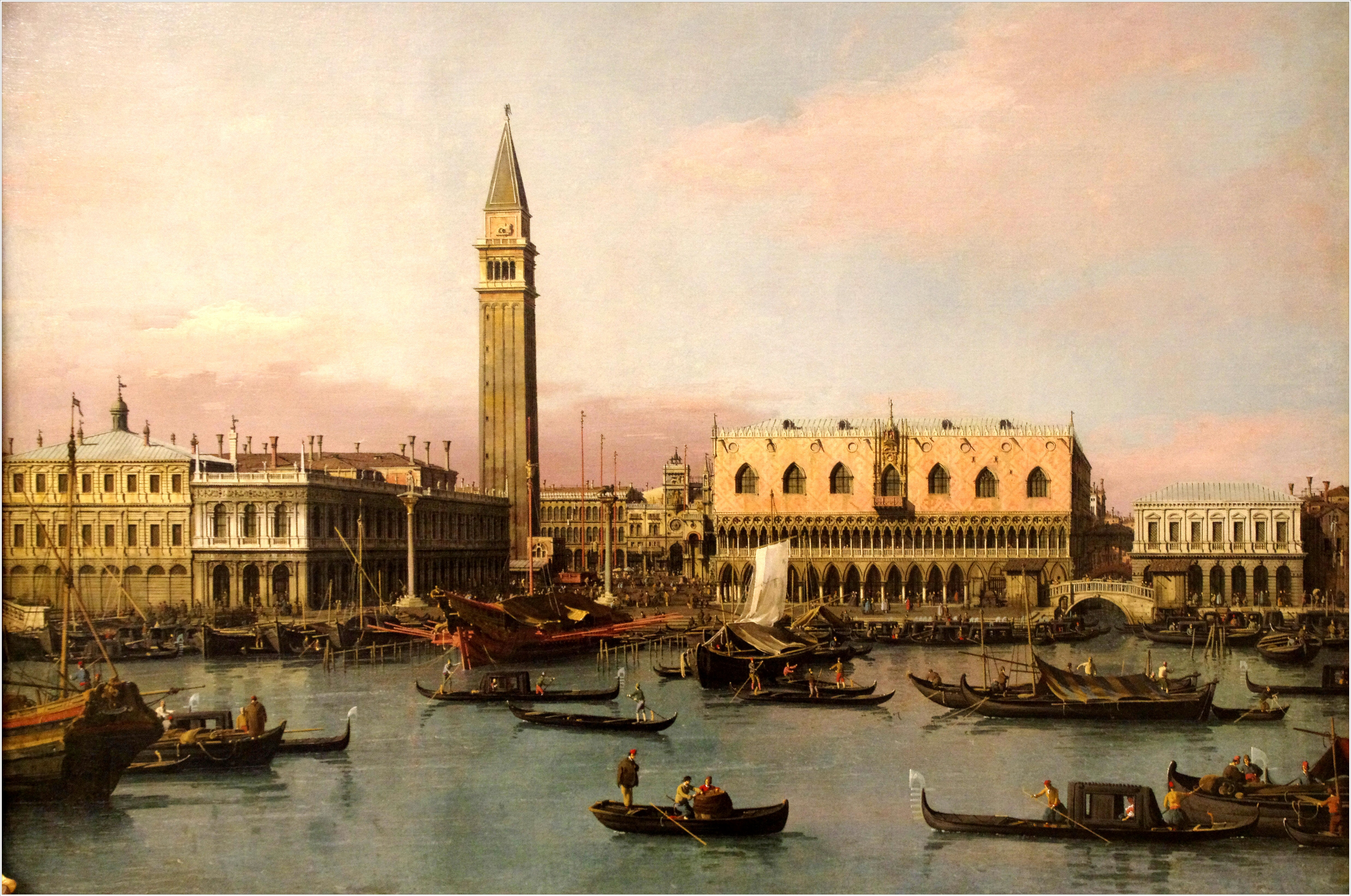